# Al Joyner
Alfredrick (Al) Alphonzo Joyner (East St. Louis, 19 januari 1960) is een voormalige Amerikaanse atleet, die gespecialiseerd was in het hink-stap-springen. Hij werd olympisch kampioen en Amerikaans kampioen in deze discipline. Hij is een oudere broer van Jackie Joyner-Kersee, die ook een olympisch kampioene is.

## Biografie
In 1983 nam Joyner deel aan de wereldkampioenschappen in Helsinki. Hierbij plaatste hij zich in de finale, waarin hij zich met 16,76 m tevreden moest stellen met een achtste plaats. Deze wedstrijd werd gewonnen door de Pool Zdzislaw Hoffmann in 17,42.
Al Joyner reisde in 1984 als Amerikaans kampioen af naar de Olympische Spelen van Los Angeles. Bij het hink-stap-springen nam hij na zijn eerste sprong van 17,26 (met een niet toelaatbare wind) de leiding in de wedstrijd, die hij niet meer uit handen gaf. Met deze prestatie versloeg hij zijn landgenoot Mike Conley (zilver; 17,18) en de Brit Keith Connor (brons; 16,87).
In 1987 trouwde Joyner met Florence Griffith, met wie hij een dochter kreeg. Na haar dood in 1998 werd hij onder meer directeur van de stichting "Flo Jo Community Empowerment Foundation" en in 2000 lid van de trainersstaf van de Universiteit van Californië - Los Angeles voor de dames-verspringsters. In 2003 trouwde hij met Alisha Biehn, met wie hij een zoon en een dochter heeft.

## Titels
- Olympisch kampioen hink-stap-springen - 1984
- Amerikaans kampioen hink-stap-springen - 1984
- AAA-indoorkampioen hink-stap-springen - 1984

## Persoonlijk record
| Onderdeel          | Prestatie | Datum        | Plaats   |
| ------------------ | --------- | ------------ | -------- |
| hink-stap-springen | 17,53     | 26 juni 1987 | San José |

## Palmares

### hink-stap-springen
- 1983: 8e WK - 16,76 m
- 1984:  AAA-indoorkamp - 16,54 m
- 1984:  Amerikaanse kamp. - 16,92 m
- 1984:  OS - 17,26 m
- 1987: 5e WK indoor - 16,92 m

1896: James Connolly ·
1900: Meyer Prinstein ·
1904: Meyer Prinstein ·
1908: Tim Ahearne ·
1912: Gustaf Lindblom ·
1920: Vilho Tuulos ·
1924: Nick Winter ·
1928: Mikio Oda ·
1932: Chuhei Nambu ·
1936: Naoto Tajima ·
1948: Arne Åhman ·
1952: Adhemar da Silva ·
1956: Adhemar da Silva ·
1960: Józef Szmidt ·
1964: Józef Szmidt ·
1968: Viktor Sanjejev ·
1972: Viktor Sanjejev ·
1976: Viktor Sanjejev ·
1980: Jaak Uudmäe ·
1984: Al Joyner ·
1988: Christo Markov ·
1992: Mike Conley ·
1996: Kenny Harrison ·
2000: Jonathan Edwards ·
2004: Christian Olsson ·
2008: Nelson Évora ·
2012: Christian Taylor ·
2016: Christian Taylor ·
2020: Pedro Pablo Pichardo ·
2024: Jordan Díaz